# Dębina (SIMC 0268889)
Dębina – kolonia w Polsce położona w województwie świętokrzyskim, w powiecie jędrzejowskim, w gminie Słupia.
Dębina, posiadająca identyfikator SIMC 0268889, jest jedną z dwóch kolonii o tej nazwie w gminie Słupia. Druga kolonia Dębina posiada identyfikator SIMC 0269469.

## Położenie
Od zachodu Okupniki, Nowy Węgrzynów. Od wschodu połać leśna zwana „Lisia Górka”. Od południa Przełaj Czepiecki w gminie Sędziszów.
W latach 1975–1998 miejscowość administracyjnie należała do województwa kieleckiego.